# Milko Ǵurovski
Milko Ǵurovski (en macédonien : Милко Ѓуровски), né le 26 janvier 1963 à Tetovo en Yougoslavie (aujourd'hui en Macédoine du Nord), est un footballeur macédonien, attaquant de l'Étoile Rouge de Belgrade, du Partizan de Belgrade et de l'équipe de Yougoslavie dans les années 1980. Il est le frère cadet de Boško Ǵurovski.
Ǵurovski marque deux buts lors de ses six sélections avec l'équipe de Yougoslavie entre 1984 et 1985 et aucun but lors de ses trois sélections avec l'équipe de Macédoine en 1994.

## Carrière
- 1980-1986 : FK Étoile rouge de Belgrade  Yougoslavie
- 1986-1990 : Partizan de Belgrade  Yougoslavie
- 1990-1992 : FC Groningue  Pays-Bas
- 1993 : Cambuur Leeuwarden  Pays-Bas
- 1993-1994 : FC Groningue  Pays-Bas
- 1994-1995 : Nîmes Olympique  France[1]

## Palmarès

### En équipe nationale
- 6 sélections et deux buts avec l'équipe de Yougoslavie entre 1984 et 1985
- 3 sélections et aucun but avec l'équipe de Macédoine en 1994

### Avec l'Étoile Rouge de Belgrade
- Champion de Yougoslavie en 1981 et 1984.
- Vainqueur de la Coupe de Yougoslavie en 1982 et 1985.

### Avec le Partizan de Belgrade
- Champion de Yougoslavie en 1987
- Vainqueur de la Coupe de Yougoslavie en 1989
- Vainqueur de la Supercoupe de Yougoslavie en 1989